# Euphorbia neostolonifera
Euphorbia neostolonifera är en törelväxtart som beskrevs av Peter Vincent Bruyns. Euphorbia neostolonifera ingår i släktet törlar, och familjen törelväxter.
Artens utbredningsområde är Kenya. Inga underarter finns listade i Catalogue of Life.

## Bildgalleri

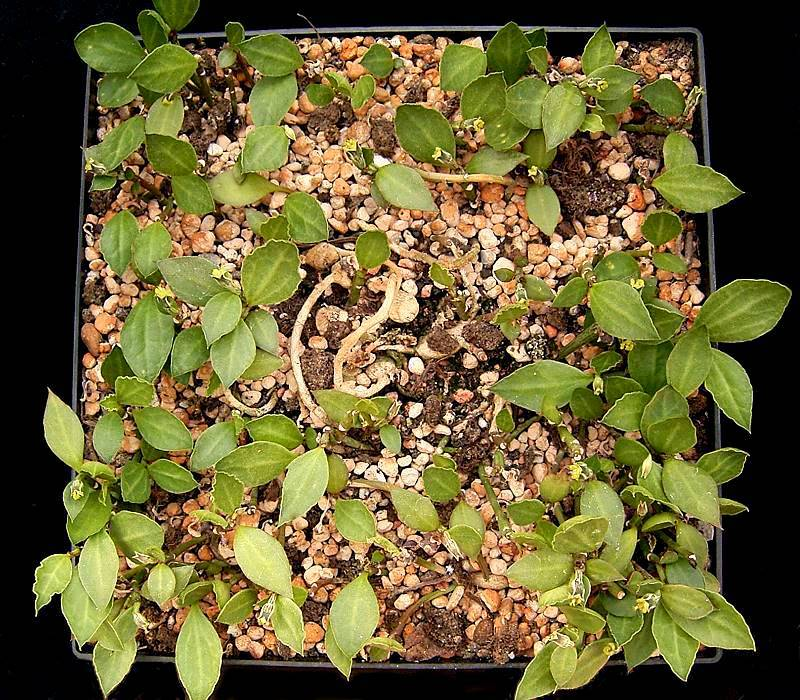
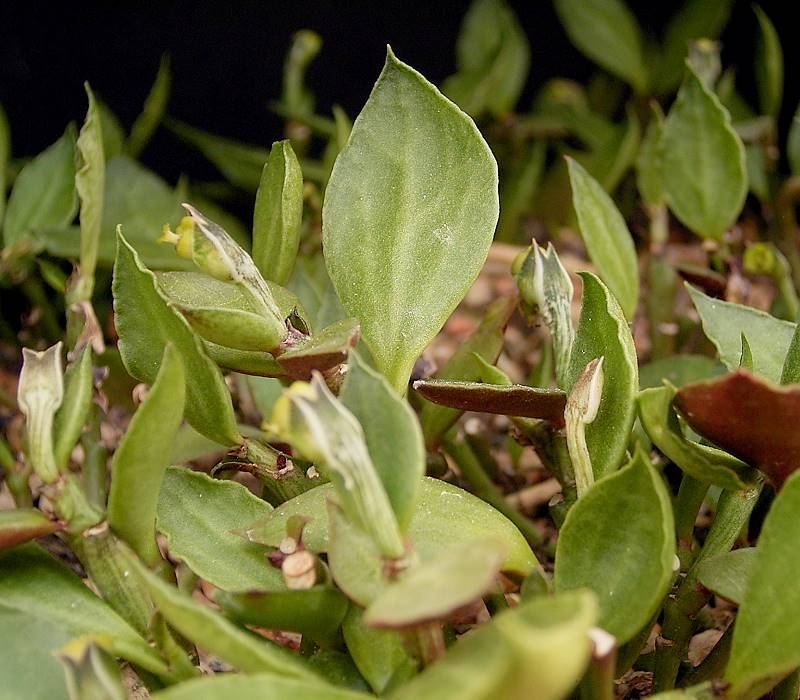